# Hendrik Willem van Loon

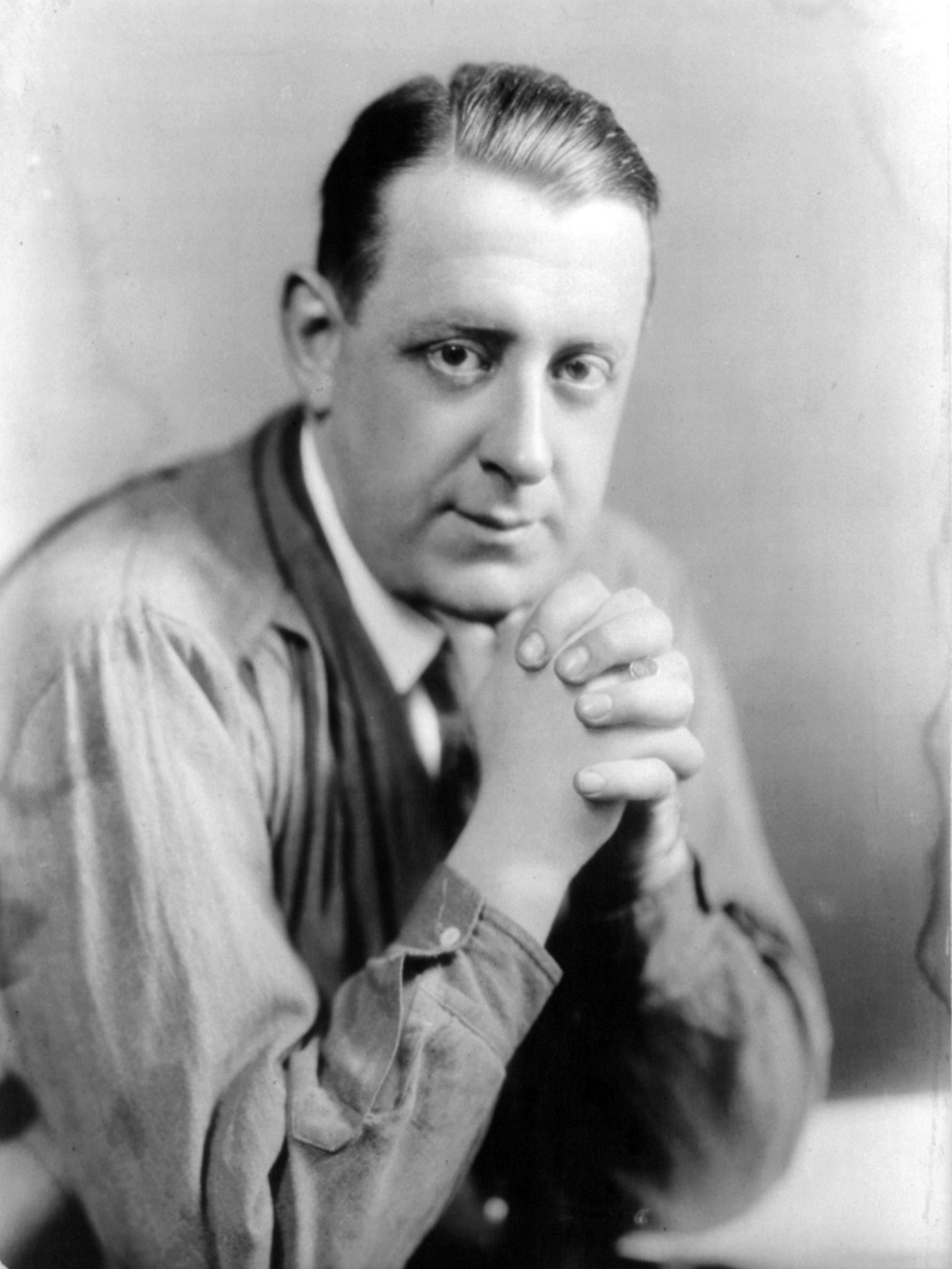
Hendrik Willem van Loon (1922)

Hendrik Willem van Loon (Künstlername Hendrik Willem VanLoon) (* 14. Januar 1882 in Rotterdam (Südholland); † 11. März 1944 in Old Greenwich, Connecticut) war ein niederländisch-amerikanischer Autor, Historiker, Journalist, Zeichner und Buchillustrator.

## Leben
Ursprünglich aus Rotterdam stammend, war van Loon 1902 in die USA eingewandert und hatte in Harvard und Cornell studiert, ehe er im Jahr 1905 als Zeitungskorrespondent nach Russland ging und über die Revolution berichtete. 1906 heiratete er Eliza Ingersoll Bowditch, eine Nachfahrin von Nathaniel Bowditch, mit der er zwei Söhne bekam. 
Den Doktorgrad erlangte er 1911 in München; aus der wissenschaftlichen Arbeit wurde sein erstes Buch The Fall of the Dutch Republic (1913). Während des Beginns des Ersten Weltkriegs erstattete er Bericht aus Belgien; ab 1915 lehrte er Geschichte in Cornell. Hierbei wurde er zwar sehr populär, wurde jedoch mitunter als unwissenschaftlich und nicht geeignet für den Lehrberuf angesehen. 
Im Jahr 1919 wurde er amerikanischer Staatsbürger, 1920 heiratete er seine zweite Frau Eliza Helen Criswell, zu der er später zurückkehrte, nachdem er 1927 in dritter Ehe Frances Goodrich Ames geheiratet hatte. 
Er schrieb zahlreiche populärwissenschaftliche Werke wie z. B. The Story of Mankind (1921) oder The Story of the Bible (1923) sowie eine fiktive Rembrandt-Biographie. 
Carl Zuckmayer war er bei dessen Einwanderung in der Zeit des Dritten Reiches behilflich, wie dieser dankbar in Als wär’s ein Stück von mir berichtet. Neben Zuckmayer war er vielen anderen Emigranten, wie Heinrich Eduard Jacob, freundschaftlich zugetan. Thomas Mann und seine Frau Katia waren für mehrere Tage seine Gäste 1935 bei ihrer zweiten Reise in die Vereinigten Staaten; er verschaffte ihnen eine Einladung zum privaten Abendessen bei Präsident Franklin D. Roosevelt im Weißen Haus. Mit Roosevelt war van Loon befreundet, Thomas Mann verehrte ihn. Zu dieser Zeit arbeitete er unter anderem für NBC und kommentierte als Oom Henk das Zeitgeschehen. 1942 wurde er von Königin Wilhelmina in den Adelsstand erhoben. Seit 1938 war er Mitglied der American Academy of Arts and Letters.

## Werke (Auswahl)
- Die Geschichte der Menschheit (Übersetzung: Gustav Schultze-Buchwald von "The Story of Mankind"). Berlin: Rudolf Mosse Buchverlag, 1924; 52. Aufl. 1935.
- Der multiplizierte Mensch (Übersetzung: Lizzi Rosenfeld von „Multiplex Man, or the story of survival through invention“). Berlin: Rudolf Mosse Buchverlag, 1929. http://d-nb.info/361168683
- Von Columbus bis Coolidge: Werdegang eines Weltteils (Übersetzung: Gustav Schultze-Buchwald von „The Story of America“). Berlin: Rudolf Mosse Buchverlag, 1929. Neuauflage unter dem Titel Amerika: Der Roman eines Landes (Neuübersetzung: Karl Danz). Berlin: Verlag des Druckhauses Tempelhof, 1949.
- Der Überwirkliche. Zeitbild um Rembrandt van Rijn (Übersetzung: Gustav Schultze-Buchwald von "Life and times of Rembrandt von Rijn"). Berlin: Rudolf Mosse Buchverlag, 1931. Eine Kurzfassung erschien als Rembrandt in dem Band Menschen, die die Welt bewegten, im Verlag Das Beste, Stuttgart 1995. ISBN 3-87070-590-6.
- Du und die Erde: Eine Geographie für jedermann (Übersetzung: Alfred Ernst Johann von "Geography"). Berlin: Ullstein Verlag, 1932.
- Der Pazifik (Übersetzung: Walter Jelen-Jelinek von „The Story of the Pacific“). Zürich: Pan-Verlag, 1947.
- Die Großen sind nicht stumm (Übersetzung: Edmund Th. Kauer). Wien und Stuttgart: Humboldt-Verlag, 1952.